# Ristiina
Ristiina (Zweeds ook: Kristina) is een kerkdorp en voormalige gemeente in het Finse landschap Etelä-Savo. Het ligt ten zuiden van Mikkeli en maakt sinds 2013 deel uit van die gemeente.
Ristiina werd in 1649 gesticht door Per Brahe en kreeg de naam van diens echtgenote Kristina Katarina Stenbock. In 1901 werd de naam Kristina verfinst tot Ristiina.
De gemeente Ristiina had een oppervlakte van 574 km2 en telde 5.160 inwoners (2003), voordat ze in 2013 tegelijk met Suomenniemi werd opgeheven en opging in Mikkeli.